# 木内学
木内 学（きうち まなぶ、1982年4月26日 - ）は、日本の元男子バレーボール選手、現指導者。

## 来歴
長野県佐久市出身。実兄の影響で、浅間中学校1年よりバレーボールを始めた。
岡谷工業高校、国際武道大学卒業後、2006年にVプレミアリーグの堺ブレイザーズに入団した。
2011年3月31日、現役引退。
引退後の2011年からは、堺ブレイザーズにてキッズバレーボールスクールコーチ・堺ジュニアブレイザーズコーチ等で指導・普及活動を行う。
現在は興國高等学校教諭、バレーボール部監督を務めている。

## 所属チーム
- 岡谷工業高校
- 国際武道大学
- 堺ブレイザーズ（2006-2011年）